# 裸晶

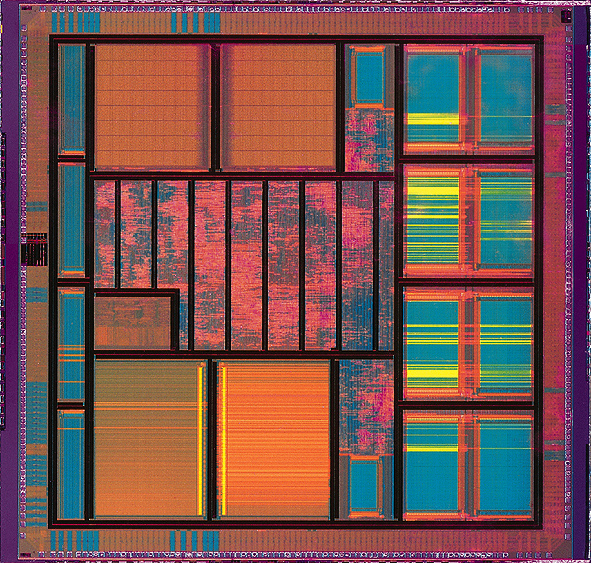
一個超大規模積體電路（VLSI）晶片

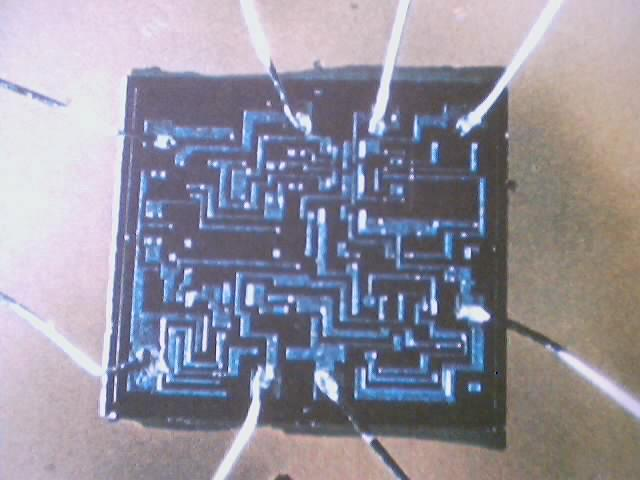
一個小規模積體電路（SSI）的晶片與焊線

裸晶（英語：die，複數形可以是dice、dies或die），也称裸晶片、裸芯片、晶粒或裸片，是以半導體材料製作而成、未經封裝的一小塊積體電路本體，該積體電路的既定功能就是在這一小片半導體上實現。
通常情況下，積體電路是以大批方式，經光刻等多項步驟，製作在大片的半導體晶圓上，然後再分割成若干方形小片，這一小片就稱為晶片，每個晶片就是一個積體電路的複製品。晶圓所用的半導體材料通常是電子級的矽（EGS）或其他半導體如砷化鎵的單晶。獨立的電晶體等半導體器件內的晶片其實也是使用同樣的製法。
一般積體電路會封裝在陶瓷或塑膠等包裝內，並引出接腳。由於電路的小型化需求，有時某些積體電路晶片會不作封裝，直接交給下游用戶使用，此時會稱該裸片是「裸晶」。

## 外部連結
- IC構裝製程[永久]

## 腳註

### 附註
1. ↑  術語稱離散（discrete，或稱分立）元件（器件），這是積體電路出現後，為與積體電路區別，把傳統上未積體（集成）化的單一零件稱為離散元件（分立器件）。